# Barbarian (gruppo musicale)
I Barbarian sono un gruppo musicale italiano formatosi a Firenze nel 2009.

## Storia
Il gruppo si forma dall'idea dal cantante e chitarrista Borys Crossburn (già chitarrista e bassista nei Children of Technology, tra gli altri) nel 2009. Con l'aggiunta del batterista Lore Steamroller e il bassista D.D. Prowler, il gruppo pubblica un primo demo, omonimo e limitato a 99 cassette, nel gennaio 2010. Verrà ristampato e pubblicato come primo album in studio nel novembre dello stesso anno dalla Doomentia Records. Per la stessa etichetta viene realizzato uno split con i Bunker 66 e il secondo album Faith Extinguisher, rispettivamente nel 2012 e nel 2014. È in questo periodo che il gruppo inizia a esibirsi anche internazionalmente, con tour in Europa e negli Stati Uniti.
Nel novembre 2015 il gruppo firma per la Hells Headbangers, con la quale pubblica, l'anno successivo, il terzo album di inediti Cult of the Empty Grave. Sempre nel 2016 Steamroller e D.D. Prowler lasciano il gruppo, venendo sostituiti rispettivamente da Sledgehammer e Blackstuff, già attivi con altri gruppi nell'ambiente heavy metal toscano. Un EP, omonimo, viene pubblicato dalla Ripping Storm Records, etichetta appartenente a Crossburn, nel 2017.

I Barbarian in concerto a Bologna nel 2022

Nel 2018 esce il quarto album in studio To No God Shall I Kneel, seguito nel 2022 dal quinto, Viperface, entrambi pubblicati dalla Hells Headbangers. Dopo l'uscita di quest'ultimo disco, Blackstuff è costretto a lasciare il gruppo per motivi personali, venendo sostituito da Cardinal Sinner, amico di vecchia data di Sledgehammer.
Nel 2023 viene pubblicato il primo album dal vivo del gruppo, Live at Thrash Nightmare Vol. 9, pubblicato dalla Doomentia Records. Nel 2024 esce l'EP A Kiss or a Whisper, sempre per la Doomentia.

## Formazione

### Formazione attuale
- Borys Crossburn – voce, chitarra (2009-presente)
- Cardinal Sinner – basso (2022-presente)
- Sledgehammer – batteria (2016-presente)

### Ex componenti
- Blackstuff – basso (2016-2022)
- D.D. Prowler – basso (2009-2016)
- Lore Steamroller – batteria (2009-2016)

## Discografia

### Album in studio
- 2011 – Barbarian
- 2014 – Faith Extinguisher
- 2015 – Cult of the Empty Grave
- 2018 – To No God Shall I Kneel
- 2022 – Viperface

### Split
- 2012 – Bunker 66/Barbarian (con i Bunker 66)

### Album dal vivo
- 2023 – Live at Thrash Nightmare Vol. 9

### EP
- 2017 – Barbarian
- 2024 – A Kiss or a Whisper